# 同性恋 (CBS报道)
《同性恋》（英語：The Homosexuals）是美国CBS电视网电视系列纪录片节目《CBS报道》于1967年3月7日播出的一集分集，该集由迈克·华莱士主持。在长达近一小时的播出内容裡，讨论了许多同性恋或与同性恋相关的话题。虽然这是美国第一部在电视联播网播出的同性恋主题纪录片，但它却不是第一部在电视上出现的同性恋纪录片。因为早在1961年，位于旧金山的一家公共电视台KQED就播出了一部名为《被拒绝者》的同性恋纪录片。
《同性恋》历经三年的制作周期，期间还更换过两任制作人并经过多次修改。这集节目采访了几名男同性恋者、精神科医师、法律专家和文化评论家，同时还穿插了同性恋酒吧及警方性钓鱼执法镜头。《同性恋》获得了褒贬不一的评价，甚至播出它的CBS电视网也得到了支持方的赞扬和反对方的批评。

## 制作过程
该节目制作计划最初于1964年提出。 最初的版本由威廉·彼得斯制作，并交由执行制作人弗雷德·弗兰德利监制。 接受任务后，彼得斯通过阅读相关书籍及咨询该领域专家而展开了他的研究。彼得斯建议这期节目专门关注男同性恋者，并提议制作续集来关注女同性恋者；监制弗兰德利同意了这个计划。 主体拍摄于1964年秋季开始，并一直持续到1965年年初。 彼得斯采访了居住在旧金山、费城、夏洛特和纽约的男性，累积了30个小时的镜头素材。 这几名男子的真实身份都以某种形式进行了隐藏，比如藏在阴影中接受采访，而其中的一个案例就是躲在一棵棕榈树盆栽后面。 接受采访的还有精神科医师查尔斯·索卡里兹，他强烈主张同性恋是一种精神障碍；以及精神病学家欧文·比伯，他同意索卡里兹认为同性恋是病态的观点。而穿插在这些采访片段中的镜头包括同性恋酒吧裏的场景，这些镜头被描述为真实电影风格；此外还有在街角寻觅恩客的站街男妓和一名被警方性钓鱼执法而逮捕的青少年。
在完成对节目的首次粗剪之后，威廉·彼得斯找到迈克·华莱士并希望由他来主持这期节目。华莱士起初并不愿意，但在观看了节目后就热情地同意了下来。 虽然华莱士在主持节目的时候激情四射，但是他还是在评论中对同性恋者进行了贬低。
典型的同性恋者，如果有的话，他都是滥交的。他对异性婚姻这种持久的长期关系不感兴趣，也不具备维持这种关系的能力。他的性生活、他的感情生活，都由他在其所居住区域内夜店或酒吧所发生的一系列邂逅组成。甚至在城市的街道上——搭讪、一夜情，这些都是同性恋关系的特点。
弗雷德·弗兰德利基本同意了第一版的制作成品，但认为有必要包含有关同性性行为的信息。不过在向他解释这些做法后，他改变了主意。 就在这部纪录片还在制作的时候，弗兰德利被提拔为CBS新闻的总裁。但很快由于他对CBS电视网在报道越南战争的立场产生分歧，他选择了辞职。他的职位被理查德·萨兰特所取代，而萨兰特以严控成本而闻名，这导致大家对该纪录片及CBS报道的未来感到担忧。
理查德·萨兰特的确打算腰斩这集内容，但奈何这集的相关报道已经出现在行业媒体上。如果萨兰特决定不播出的话，那结果会让CBS公司陷入尴尬的境地。1965年年中，萨兰特终于同意了威廉·彼得斯完成这集内容的制作。彼得斯与马太辛协会纽约分会取得了合作，得以确保采访了两名男同性恋者拉尔斯·拉尔森（Lars Larson）和杰克·尼科尔斯，他们两人都完全接受了自己的性取向。尼科尔斯后来回忆起他与华莱士的相遇：
在我们完成采访并关闭摄影机后，迈克·华莱士和我坐下来聊了大约半个小时。他说：“你知道，虽然你回答了我所有的问题，但我有一种感觉，你并不真的相信同性恋像你说的那样可以接受。”我问他为什么会这么说。他说，“因为在你心里，我想你知道这是错的。”这真让人生气。我告诉他我认为同性恋很好，但在他心里却认为这是错误的。
威廉·彼得斯后来增加了一些支持同性恋的精神病学家发言，并还剪辑进了东海岸同性恋组织1965年大会的场景。CBS公司最终批准了《同性恋》并安排在1966年春天播出。
不过萨兰特后来又将这期节目从编排表上撤了下来，并指定哈利·摩根（Harry Morgan）重新剪辑。根据华莱士的说法，萨兰特觉得这篇报道的内容过于耸人听闻。但是CBS通过其病人拉尔斯·拉尔森而与其取得联系的精神科医师克劳伦斯·阿瑟·特里普则声称，萨兰特要求重新剪辑的原因在于他认为这篇报道是支持同性恋的。 摩根去掉了彼得斯最后的剪辑内容，这大约有10分钟。CBS认为自我接受的男同性恋者给人的印象太好，所以摩根剪掉了其中两个采访，让男同性恋者看起来更不开心。 根据华莱士的说法，由于题材的禁忌性质，没有赞助商会在剧集中争取广告时间。所以最后以和平队和美国国税局的公共服务广告填补了商业广告位。

## 节目概述

纪录片中接受采访的男同性恋者，他将自己的真实相貌隐藏于棕榈树后。

在节目里出现的第一个被采访对象是男同性恋者拉尔斯·拉尔森，他毫不掩饰地表现出他的性取向。而在这段采访结束后，迈克·华莱士给出了一份CBS电视网的民意调查数据，该调查数据的结果显示美国人认为同性恋对美国的危害远比通奸、卖淫或堕胎更为严重，三分之二的美国人将他们对同性恋的反应描述为“厌恶、令人不适或恐惧”；十分之一的人将他们的反应描述为“仇恨”。只有10%的人认为同性恋是犯罪行为，但大多数人仍然认为应该受到刑事制裁。
在宣读完投票结果后，另一名男同性恋者在他精神科医师办公室的沙发上接受了采访，但是他的脸被隐藏在阴影裏。他讲述他向家人出柜的经历，说家人对待他“就好像他们即将送到兽医那的受伤动物一样”。 而在这名被采访对象之后的则是没有选择遮脸的杰克·尼科尔斯（当时使用的是化名“沃伦·阿德金斯（Warren Adkins）”），他当时是马太辛协会华盛顿哥伦比亚特区分会的联合创始人。相较于前者的遭遇，尼科尔斯表示他在14岁时向家人出柜则并未像被当做受伤动物对待，而是热情和理解。
在听取了查尔斯·索卡里兹所倡导的“同性恋疾病说”言论后，华莱士开始讨论同性恋所面临的法律问题并指出英格兰正打算将同性恋行为非刑事化。来自北卡罗来纳州的联邦法官小詹姆斯·布拉克斯顿·克雷文主张重新评估美国法律，并评论道：“现在不正是重新起草首次颁布于1533年刑事法规的时候么？”在尼科尔斯与同为马太辛协会华盛顿哥伦比亚特区分会联合创始人的法兰克·卡梅尼对独立厅及国务院进行纠察后，卡梅尼以实名主张重新审查联邦法律，全面禁止要求已知的同性恋者接受安全审查。
接下来，时任哥伦比亚大学英文系教授阿尔伯特·戈德曼与作家兼剧作家戈尔·维达尔就同性恋展开了辩论，他们的讨论重点在于同性恋在创意艺术裏的存在。戈德曼断言，同性恋“只是众多……趋向于颠覆并最终侵蚀我们的文化价值观的事物之一”。维达尔则断言同性恋与异性恋一样自然，他反驳说：“美国正在实现一些疯狂新教徒在19世纪人类行为的梦想……我认为所谓的这个国家道德纤维的断裂是开始发生的最健康的事情之一。”
华莱士在节目即将结束时还采访了一位有妻子和两个孩子的男同性恋者，他声称男同性恋者的自恋使两个男人无法形成长期的爱情关系。节目尾声，华莱士总结道：
同性恋者的困境：被医学界告知他生病了；被法学界告知他是罪犯；被雇主回避；被异性恋社会排斥。无法与女人建立令人满意的关系，或者与男人也是如此。在他生活的中心，他仍然是匿名的。一个流离失所的人。一个局外人。
节目还讨论对待同性恋的宗教态度及博伊西同性恋丑闻，后者是1955年发生在爱达荷州博伊西的所谓对“地下同性恋”的全面调查。

## 反响评论
当时的舆论对该期节目是褒贬不一。《纽约时报》、《华盛顿星报》和《芝加哥每日新闻报》都赞扬CBS电视网试图解决同性恋这个问题。但是，《泰晤士报》的乔治·根特（George Gent）批评了该期节目对同性恋者的偏见，并指出“最好给出少数派的意见，即同性恋和异性恋一样正常，让他们有机会发声”。 《芝加哥论坛报》将它们的评论文章命名为《电视台竟无垃圾站（TV No Spot to Unload Garbage）》，并抨击CBS电视网向年轻且易受影响的观众播出这类内容。
而当时针对“同性恋”的评论也争议不断，但整体趋于负面。一方面，主持人迈克·华莱士因为揭露对同性恋者的负面刻板印象而备受称赞； 而另一方面，华莱士的评论被指责为“一连串粗俗的概括和负面的刻板印象，听起来好像是杰瑞·法维尔牧师所撰写的”。 不过在注意到美国大约有20%的电视观众收看了该节目后，LGBT活动家韦恩·贝森称该节目是“我们国家历史上反同性恋宣传中最具破坏性的一个时刻”。 他说，这一集“不仅对公众舆论产生了毁灭性的影响，而且是一颗核弹投在了美国同性恋者的心理上。在这个节目之前，他们从未在国家级电视台上作为一个群体出现过。”

### 当事人反应
在电视节目首个被采访的对象拉尔斯·拉尔森在看到最终播出版的节目后被激怒了。他被引导相信这一集将呈现美国同性恋者生活更加积极的画面。 拉尔森的采访被修改以使他看起来不那么高兴，他提出了正式的欺诈投诉并撤回了对他的释权。 “他们那里有一些相当恶意、愤怒的反同性恋者，可他们被视为专业人士，”他说道，“我对哈里·摩根或迈克·华莱士没有意见，因为他们是工作缜密的。但很明显，决策过程中的其他人对同性恋真的很不满。他们认为这是对人类的威胁，并尽其所能地摧毁。” 同时在节目播出的第二天，杰克·尼科尔斯就被他所供职酒店的销售经理给解雇了。
而就迈克·华莱士所参与的部分，他表示他感到后悔去参与这一集。“我早该知道的。”他在1992年如是说。 华莱士在1996年发表讲话时说：“那就是——上帝保佑我们——仅仅在25 前，我们对同性恋生活方式的理解是什么？因为没有人出柜，因为这是我们从医生那里听到的——那就是索卡里兹所告诉我们的，这是一个耻辱。” 但是颇具讽刺意味的是，就在节目播出的时候，华莱士与美国著名设计师、纽约地标建筑阿姆斯特庭院的创造者詹姆斯·阿姆斯特及他的男性长期伴侣都是好友。华莱士还在后来将他们形容为“一对美满的老夫老妻”和“他钦佩的两个人”。可尽管有这些认知，华莱士还是依据美国精神医学学会的说法将同性恋归类为一种精神疾患，而不是根据他的个人经验进行评价。即便后来到了1995年，华莱士仍然告诉一位采访者，他相信如果同性恋者真的愿意，他们可以改变他们的取向。

### 出典
1. ↑  Castañeda & Campbell 2006，第259頁.
2. ↑  Capsuto 2000，第51頁.
3. 1 2 3 4  Kaiser 1997，第160頁.
4. 1 2 3 4  Alwood 1996，第70頁.
5. 1 2  Capsuto 2000，第52頁.
6. ↑  史蒂夫·哈特曼（英语：Steve Hartman）. . CBS新闻. CBS公司. 2004-03-03  [2022-07-14]. （原始内容存档于2004-08-26） （英语）.
7. ↑  Tropiano & Tropiano 2002，第10-11頁.
8. 1 2  Tropiano & Tropiano 2002，第11頁.
9. ↑  Alwood 1996，第70-71頁.
10. ↑  Capsuto 2000，第52-53頁.
11. ↑  Kaiser 1997，第161-162頁.
12. ↑  Tropiano & Tropiano 2002，第10頁.
13. ↑  Kaiser 1997，第162-163頁.
14. ↑  Kaiser 1997，第164頁.
15. ↑  Kaiser 1997，第169-170頁.
16. 1 2  Kaiser 1997，第171頁.
17. 1 2  Tropiano & Tropiano 2002，第12頁.
18. ↑  Johnson & Keith 2001，第8頁.
19. ↑  Besen 2003，第128頁.
20. ↑  Besen 2003，第129頁.
21. ↑  Kaiser 1997，第162頁.
22. ↑  Capsuto 2000，第53頁.
23. 1 2  Alwood 1996，第74頁.
24. ↑  Kaiser 1997，第163頁.
25. ↑  Alwood 1996，第73頁.

### 文献
- Alwood, Edward. . New York: Columbia University Press. 1996. ISBN 9780231084376 （英语）.
- Besen, Wayne R. . Psychology Press. 2003. ISBN 9781560234463 （英语）.
- Castañeda, Laura; Campbell, Shannon B. . Thousand Oaks: SAGE. 2006. ISBN 9781412909990 （英语）.
- Capsuto, Steven. . New York: Ballantine Books（英语：Ballantine Books）. 2000. ISBN 9780345412430 （英语）.
- Johnson, Phylis; Keith, Michael C. . Armonk: M. E. Sharpe（英语：M. E. Sharpe）. 2001. ISBN 9780765604002 （英语）.
- Kaiser, Charles. . Boston: Houghton Mifflin Company（英语：Houghton Mifflin Harcourt）. 1997. ISBN 9780395657812 （英语）.
- Tropiano, Stephen; Tropiano, Michael. . Applause Theatre & Cinema Books. 2002. ISBN 9781557835574 （英语）.